# Laura Belle Wilson
Laura Belle Wilson (* 26. Januar 1983 in Wellington, Künstlername: Laura Wilson) ist eine neuseeländische Schauspielerin.

## Karriere
Sie hatte ihre erste Fernsehrolle im Alter von 10 in dem Bildungs-Kurzfilm Choice. Der Film wurde von Little White Cloud Productions produziert. Sie spielte während der High School Theater und hatte die Hauptrolle in der Aufführung von Die Komödie der Irrungen am Sheila Winn Shakespeare Festival. Im Jahr 2000 hatte sie ihre erste große Rolle als May in der Jugendserie The Tribe, in der sie in der 2. Staffel als Gast mitspielte. Ab der 3. Staffel war sie bis zum Ende der Serie im Jahr 2003 reguläres Mitglied. 2001 spielte sie in der TV-Serie Atlantis High als Jet Marigold. Nach dem Ende der Serie The Tribe spielte sie 2003 in der TV-Serie Revelations und 2005 im Kurzfilm Cockle mit Dwayne Cameron mit.

## Filmografie
- 2000–2003: The Tribe – Welt ohne Erwachsene
- 2001: Atlantis High
- 2003: Revelations
- 2005: Cockle